# Oklumencija
Oklumencija je grana magije u septologiji Harry Potter. Njome se navodno može zatvoriti um i obraniti od Legilimencije.
Provodi se zatvaranjem očiju i uklanjanjem osjećaja koji su se u tomu trenu nakupili u osobi. Harry Potter je na petoj godini morao učiti Oklumenciju kako bi se obranio od Voldemorta koji mu je počeo navirati duboko u misli i osjećaje. U petoj knjizi podučavao ga je Severus Snape na zahtjev ravnatelja Dumbledorea. Na početku te obuke Harryjevi osjećaji su ga sprječavali u ovladavanju Oklumencijom. Tek u Darovima smrti Harry postiže kompetentnost u ovoj vještini, te uspijeva zatvoriti put Voldemortu u svoj um. U toj knjizi se otkriva da su vještine Legilimencije i Oklumencije izvan onoga što polaznici Hogwartsa uče po planu i programu.
Upravo se za Snapea kroz sve knjige serijala tvrdilo da je izrazito vješt Oklumens. Tako je uspio spriječiti Voldemorta u njegovu razotkrivanju tijekom dugoga niza godina.